# Nina Wu
Nina Wu (灼人秘密, Zhuó Rén Mì Mì Secrets abrusadors) és una pel·lícula dramàtica psicològica  taiwanesa del 2019 dirigida per Midi Z. Es va projectar a la secció Un Certain Regard al 72è Festival Internacional de Cinema de Canes.

## Argument
Nina Wu és una jove actriu que viu a Taipei. Intenta aconseguir un paper protagonista en un llargmetratge, però el món del cinema resulta especialment fosc.

## Repartiment
- Wu Ke-xi com a Nina Wu
- Vivian Sung com a Kiki
- Kimi Hsia com a Noia No.3
- Shih Ming-shuai com a director
- Tan Chih-wei com a productor
- Lee Lee-zen com a Mark
- Hsieh Ying-hsuan com a director de càsting
- Rexen Cheng com a assistent de Nina
- Huang Shang-Ho com a assistent del director
- Fabian Loo com a ajudant de producció
- Cheng Ping-chun com el pare de Nina
- Moon Wang  王月 (台灣藝人)  com a tia de Nina
- Wang Chuan com la mare de Nina
- Sung Shao-ching com a oncle de la Nina
- Yu An-shun com a oncle Wang
- Marcus Chang com a Dong Fu
- Wang Shin-hong com a pescador
- Vicci Pan com a mare de la noia de l'Audició
- Chiu Yi-si com a noia de l'audició
- Yoko Young com a Noia No.1
- Amanda Chou com a Noia No.2
- Huang Hsu-wei com la noia número 4
- Phoebe Lin com a Noia No.5

## Crítiques
A França, el lloc Allociné enumera una mitjana de ressenyes de premsa de 3,3/5.

## Distincions
Premis
- 56ns Premis de Cinema Cavall d'Or : premi al millor so a Li Danfeng, Chou Cheng i Morgan Yen
- LII Festival Internacional de Cinema Fantàstic de Catalunya: Menció especial al Premi Noves Visions.[4]

Nominacions
- 72è Festival Internacional de Cinema de Canes : selecció de la secció Un Certain Regard
- Festival dels Tres Continents 2019 : selecció en seccions especials